# Phyllocnistis spatulata
Phyllocnistis spatulata är en fjärilsart som beskrevs av Edward Meyrick 1928. Phyllocnistis spatulata ingår i släktet Phyllocnistis och familjen styltmalar. Inga underarter finns listade i Catalogue of Life.